# Szymon Palka
Szymon Palka (Zakopane, 14 maart 1997) is een Poolse langebaanschaatser.

## Records

### Persoonlijke records
| Afstand      | Tijd     | Datum            | Baan       |
| ------------ | -------- | ---------------- | ---------- |
| 500 meter    | 37,26    | 16 januari 2021  | Heerenveen |
| 1000 meter   | 1.12,86  | 21 februari 2020 | Inzell     |
| 1500 meter   | 1.45,68  | 24 januari 2025  | Calgary    |
| 3000 meter   | 3.45,17  | 19 oktober 2019  | Inzell     |
| 5000 meter   | 6.16,16  | 31 januari 2025  | Milwaukee  |
| 10.000 meter | 13.35,75 | 7 december 2019  | Nur-Sultan |

(laatst bijgewerkt: 31 januari 2025)

## Resultaten
| Jaar | EK Allround             | WK Afstanden     |
| ---- | ----------------------- | ---------------- |
| 2019 | NC15 (16e, 15e, 15e, -) |                  |
|      |                         |                  |
| 2021 | NC15 (11e, 14e, 15e, -) | 8e achtervolging |
|      |                         |                  |
| 2023 | NC9 (5e, 11e, 10e, -)   | 6e achtervolging |
|      |                         |                  |
| 2025 |                         | 19e 1500m        |

(#, #, #, #) = afstandspositie op allroundtoernooi (500m, 5000m, 1500m, 10.000m).